# Servet Çetin
Servet Çetin (n. 17 martie 1981, Tuzluca, provincia Iğdır, Turcia) este un fotbalist turc care evoluează pe postul de fundaș central la formația turcă Galatasaray Istanbul și la echipa națională de fotbal a Turciei. Este cunoscut datorită fizicului său impunător, el măsurând 1,91 m. Este cunoscut de către fanii turci drept Ayibogan (omul care este în stare să sugrume un urs).

## Cariera
Servet Cetin a evoluat pentru prima oară ca senior în anul 1998 pentru formația Kartalspor, o echipă din Istanbul. La această echipă a fost coleg cu viitorul titular al porții echipei naționale a Turciei, Volkan Demirel. A evoluat în 54 de meciuri pentru Kartalspor, marcând un gol.
În anul 2001, Servet a trecut la Goztepe, echipa care pierdea împotriva Petrolului din Ploiești în ediția 1964-1965 a Cupei UEFA. La echipa din Izmir a jucat un singur sezon, bifând 32 de apariții în campionat în tricoul galben-roșu și marcând un gol.
Puternicul fundaș central a părăsit clubul Goztepe în 2002, ajungând în curtea celor de la Denizlispor. A evoluat timp de un sezon și jumătate pentru echipa din Denizli, reușind 44 de apariții în tricoul "cocoșilor" și marcând 2 goluri. A fost remarcat de către Fenerbahce Istanbul, echipă la care a ajuns în 2003.
La Fenerbahce, Servet a jucat timp de două sezoane, bifând 57 de apariții și marcând 4 goluri. A câștigat două titluri de campion cu Fenerbahce, în anul 2004 și în anul 2005, însă în 2006 nu și-a mai prelungit contractul cu echipa din Istanbul, ajungând ca liber de contract la Sivasspor.
La echipa din Sivas, care promovase în anul 2005 în Turkcell Super Lig, Servet a evoluat tot un singur sezon, în cele 32 de meciuri în care a evoluat pentru echipa roș-albă el marcând 2 goluri.
A fost adus în anul 2007 la Galatasaray Istanbul de către neamțul Karl-Heinz Feldkamp, antrenorul echipei din capitala Turciei în acea vreme. După un început slab la Galata, în care a făcut câteva gafe, Servet a devenit un fundaș de bază pentru echipa de pe Ali Sami Yen. A devenit și favoritul tribunelor, datorită determinării sale. În 2008, a câștigat al treilea titlu de campion al Turciei și primul cu Galatasaray.
În anul 2008, a evoluat la Campionatul Euroepan de Fotbal din Austria și Elveția, alături de echipa Turciei care avea să ajungă până în semifinalele competiției.
Alături de Galatasaray Istanbul a câștigat un alt trofeu, SuperCupa Turciei, după un meci în care Galata a dispus de Kayserispor cu scorul de 2-1.
Este cunoscut datorită faptului că la Galatasaray Istanbul poartă pe tricou numărul 76, un număr mai puțin obișnuit în fotbal.
Servet Cetin a evoluat cu Galatasaray, în august 2008, în dubla manșă din turul 3 preliminar al Ligii Campionilor împotriva echipei românești Steaua București.

## Statistici
Din 14 martie 2013

### Club
| Club          | Sezon        | Ligă    | Ligă   | Cupă    | Cupă   | Cupa Ligii | Cupa Ligii | Europa  | Europa | Total   | Total  |
| Club          | Sezon        | Meciuri | Goluri | Meciuri | Goluri | Meciuri    | Goluri     | Meciuri | Goluri | Meciuri | Goluri |
| ------------- | ------------ | ------- | ------ | ------- | ------ | ---------- | ---------- | ------- | ------ | ------- | ------ |
| Kartalspor    | 1997–98      | 1       | 0      | 0       | 0      | –          | –          | –       | –      | 1       | 0      |
| Kartalspor    | 1998–99      | 5       | 1      | 1       | 0      | –          | –          | –       | –      | 6       | 1      |
| Kartalspor    | 1999–00      | 19      | 0      | 2       | 0      | –          | –          | –       | –      | 21      | 0      |
| Kartalspor    | 2000–01      | 26      | 0      | 0       | 0      | –          | –          | –       | –      | 26      | 0      |
| Kartalspor    | Total        | 51      | 1      | 3       | 0      | —          | —          | —       | —      | 54      | 1      |
| Göztepe       | 2001–02      | 31      | 1      | 1       | 0      | –          | –          | –       | –      | 32      | 1      |
| Göztepe       | Total        | 31      | 1      | 1       | 0      | —          | —          | —       | —      | 32      | 1      |
| Denizlispor   | 2002–03      | 31      | 2      | 2       | 0      | –          | –          | 8       | 0      | 41      | 2      |
| Denizlispor   | 2003–04      | 4       | 0      | 0       | 0      | –          | –          | –       | –      | 4       | 0      |
| Denizlispor   | Total        | 35      | 2      | 2       | 0      | —          | —          | 8       | 0      | 45      | 2      |
| Fenerbahçe    | 2003–04      | 8       | 0      | 1       | 0      | –          | –          | –       | –      | 9       | 0      |
| Fenerbahçe    | 2004–05      | 23      | 3      | 3       | 1      | –          | –          | 6       | 0      | 32      | 4      |
| Fenerbahçe    | 2005–06      | 11      | 0      | 6       | 0      | –          | –          | 1       | 0      | 18      | 0      |
| Fenerbahçe    | 2006–07      | 0       | 0      | 0       | 0      | –          | –          | 1       | 0      | 1       | 0      |
| Fenerbahçe    | Total        | 42      | 3      | 10      | 1      | —          | —          | 8       | 0      | 60      | 4      |
| Sivasspor     | 2006–07      | 28      | 2      | 5       | 0      | –          | –          | –       | –      | 33      | 2      |
| Sivasspor     | Total        | 28      | 2      | 5       | 0      | —          | —          | —       | —      | 33      | 2      |
| Galatasaray   | 2007–08      | 33      | 3      | 8       | 0      | –          | –          | 10      | 0      | 52      | 3      |
| Galatasaray   | 2008–09      | 20      | 2      | 3       | 0      | –          | –          | 9       | 0      | 32      | 2      |
| Galatasaray   | 2009–10      | 24      | 1      | 6       | 0      | –          | –          | 11      | 1      | 41      | 2      |
| Galatasaray   | 2010–11      | 31      | 4      | 6       | 1      | –          | –          | 4       | 0      | 41      | 5      |
| Galatasaray   | 2011–12      | 9       | 0      | 1       | 0      | –          | –          | –       | –      | 10      | 0      |
| Galatasaray   | Total        | 117     | 10     | 24      | 1      | —          | —          | 34      | 1      | 175     | 12     |
| Eskișehirspor | 2012–13      | 23      | 2      | 6       | 0      | –          | –          | 4       | 0      | 33      | 2      |
| Eskișehirspor | Total        | 23      | 2      | 6       | 0      | —          | —          | 4       | 0      | 33      | 2      |
| Career total  | Career total | 327     | 21     | 51      | 2      | —          | —          | 54      | 1      | 432     | 24     |

### Internațional

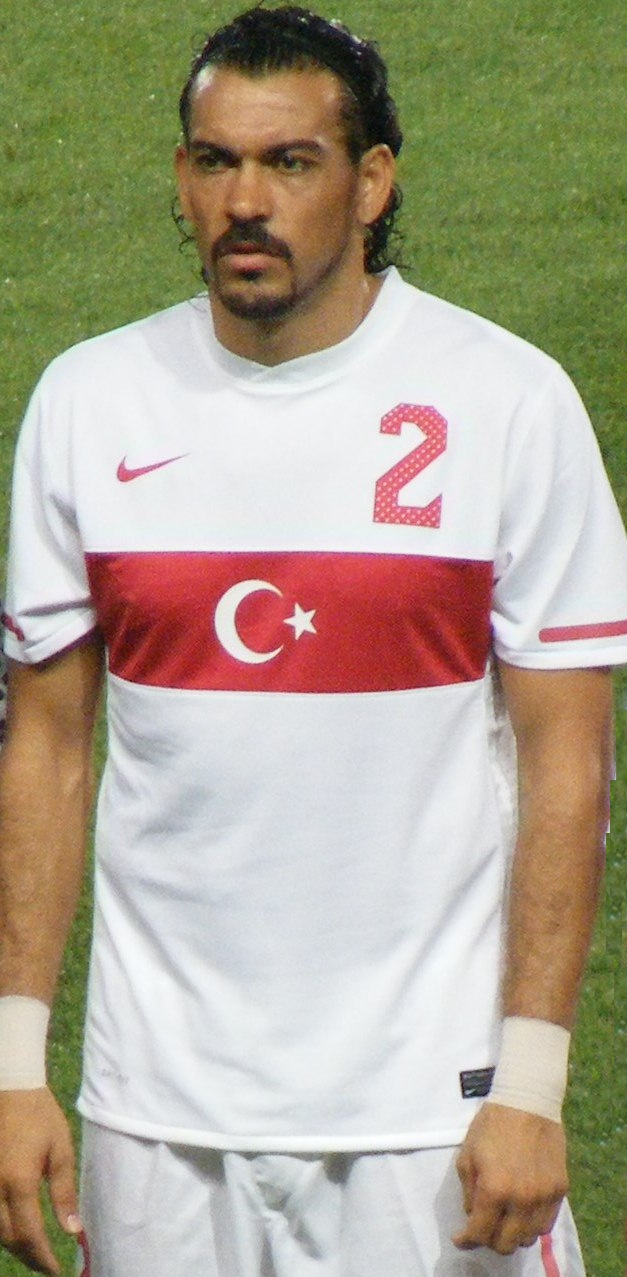
Çetin la națională

| Echipa | Sezon | Meciuri | Goluri |
| ------ | ----- | ------- | ------ |
| Turcia | 2003  | 4       | 0      |
| Turcia | 2004  | 5       | 0      |
| Turcia | 2005  | 0       | 0      |
| Turcia | 2006  | 7       | 0      |
| Turcia | 2007  | 10      | 1      |
| Turcia | 2008  | 11      | 0      |
| Turcia | 2009  | 6       | 2      |
| Turcia | 2010  | 10      | 0      |
| Turcia | 2011  | 6       | 0      |
| Total  | Total | 59      | 3      |

### Goluri la națională
| #  | Dată              | Stadion                                    | Adversar | Scor | Rezultat | Competiție           |
| -- | ----------------- | ------------------------------------------ | -------- | ---- | -------- | -------------------- |
| 1. | 8 septembrie 2007 | Ta' Qali Stadium, Ta' Qali, Malta          | Malta    | 2–2  | 2–2      | Calificări EURO 2008 |
| 2. | 12 august 2009    | Stadionul Dynamo Lobanovsky, Kiev, Ucraina | Ucraina  | 0–2  | 0–3      | Amical               |
| 3. | 14 octombrie 2009 | Bursa Atatürk Stadium, Bursa, Turcia       | Armenia  | 2–0  | 2–0      | Calificări WC 2010   |

## Titluri
Fenerbahçe
- Süper Lig (2): 2003–04, 004–05

Galatasaray
- Süper Lig (2): 2007–08, 2011–12
- Süper Kupa (1): 2007–08